# Tim Lobinger
Tim Lobinger (Rheinbach, 3 de septiembre de 1972-Múnich, 16 de febrero de 2023) fue un atleta alemán especializado en la prueba de salto con pértiga, en la que logró ser subcampeón europeo en 2006.

## Carrera deportiva
En el Campeonato Europeo de Atletismo de 1998 ganó la medalla de plata en el salto con pértiga, con un salto por encima de 5.81 m, siendo superado por el ruso Maksim Tarasov (oro también con 5.81 m pero en menos intentos), y por delante del francés Jean Galfione (bronce con 5.76 m. Lobinger, múltiple medallista en Campeonatos del Mundo y de Europa en Salto con pértiga, fue el primer alemán en superar la barrera de los seis metros en el salto con pértiga y cosechó una carrera de muchos éxitos durante su carrera, con dos medallas de oro continentales (1998 y 2002) y uno mundial (2003) bajo techo. Además, en "indoor" ganó dos medallas de bronce más, uno europeo y otro mundial, y al aire libre conquistó una medalla de plata y una medalla de bronce en Campeonatos de Europa, mientras que compitió en cuatro Juegos Olímpicos.
Posteriormente, en el Campeonato Europeo de Atletismo de 2006 ganó la medalla de plata en el salto con pértiga, con un salto por encima de 5.65 m, siendo superado por el israelí Aleksandr Averbukh (oro con 5.70 m), y empatado con el francés Romain Mesnil (también plata).

## Muerte
En 2017 fue diagnosticado de una leucemia agresiva, que le produjo la muerte el 16 de febrero de 2023, a los 50 años.